# 뿔쇠오리
뿔쇠오리(학명: Synthliboramphus wumizusume 신틀리보람푸스 우미주수메[*])는 바다오리과에 속하는 새이다. 대한민국과 일본에서 서식한다.
일본 미에현 기호쿠정의 정조(町鳥)다.

## 분포

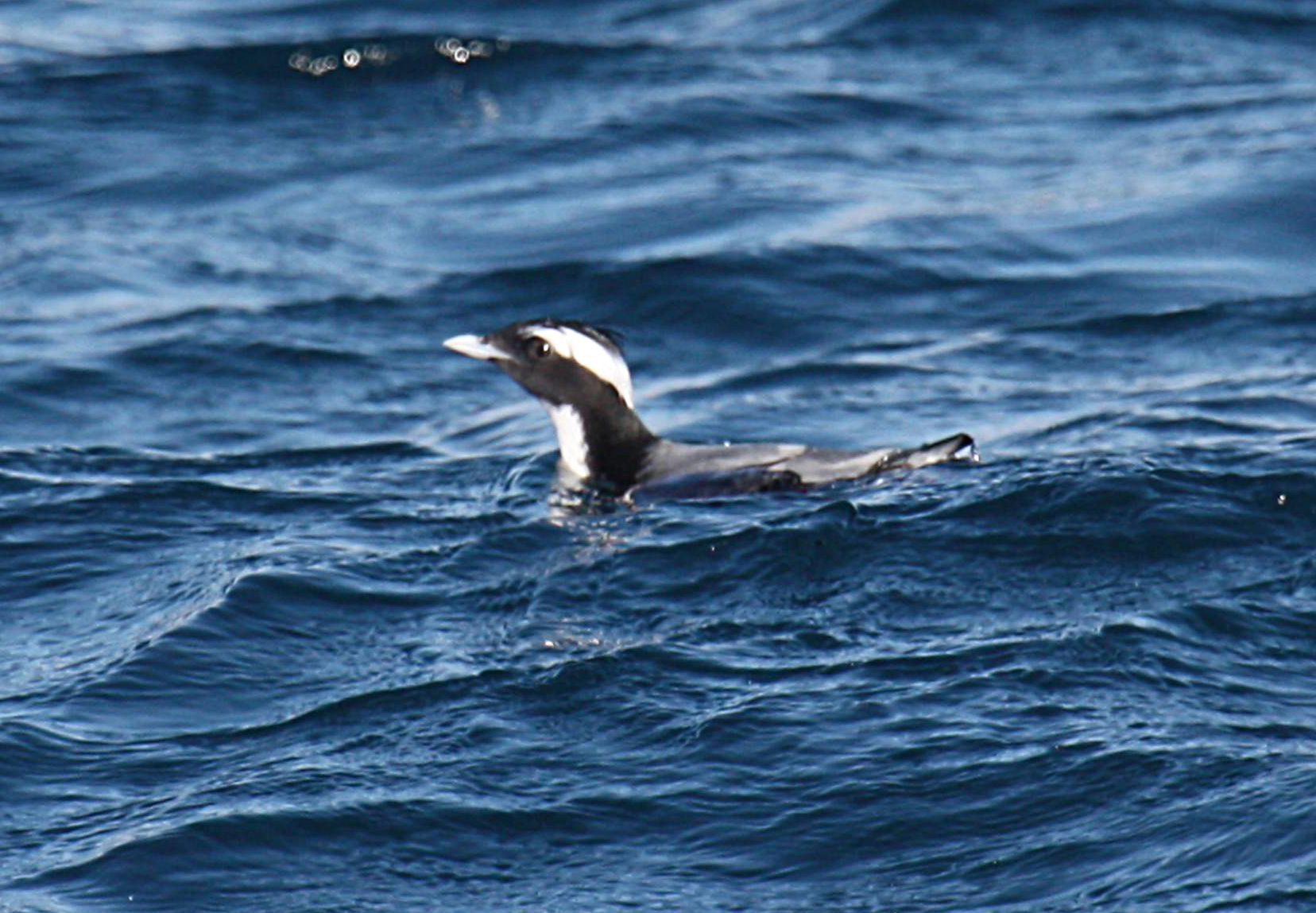
일본에서 촬영된 개체.

비번식기에 북해도 토카치 근해나 키리탑푸 근해・라우스 근해에서 관찰된 예가 있으며, 번식기가 되면 남하하는 것으로 생각된다.
일본에서는 이시카와현・후쿠오카현・미야자키현・야마구치현・이즈반도・이즈제도・스루가만・이세만・와카사만 등에 번식예가 있다. 최북단 번식지는 이시카와현 나나츠섬, 최남단 번식지는 이즈제도 토리시마섬, 최대 번식지는 미야자키현 비로섬이다. 원래 오노하라섬이 가장 주요한 서식지였으나 한국전쟁 당시 미군의 폭격연습장으로 사용되면서 떼죽음을 당했다.:1513
대한민국에서는 전라남도 구굴도가 최대 번식지이고(신안 구굴도 바닷새류 번식지), 그 밖에 제주도 마라도, 경상북도 독도 등지에 번식지가 있다.

## 형태
전장 24 - 25 센티미터. 익장 12.3 센티미터. 체중 164 그램. 목의 검은 부위가 바다쇠오리보다 작다. 부리는 바다쇠오리보다 길고 청회색이다.
여름깃은 정수리 깃털이 3 - 5 센티미터까지 자라나 도가머리를 형성한다. 이것이 일본 향명 冠海雀 칸무리우미스즈메[*]→감투바다참새의 유래가 되었다.

## 생태
잠수해서 어류를 잡아먹는다.
번식양식은 난생이다. 바다쇠오리속에 속하는 종들 가운데 본종만 난류해역에서 번식한다. 12월에 번식지로 날아와 암초해안의 절벽이나 사면에 집단으로 둥지를 튼다. 3 - 4월 초순에 바위틈이나 초원 사이 등지에 1주일 간격으로 알을 2회 나누어 낳는다. 이틀마다 암수가 교대로 포란하며, 포란 기간은 1개월이다. 새끼는 두 마리가 거의 동시에 부화하고, 부화한지 1 - 2일만에 둥지를 벗어난다. 새끼는 부모의 부름을 받아 절벽에서 굴러떨어져 바다로 향한다.

## 보존
설치류, 까마귀, 야생화된 고양이 등에 의한 포식으로 서식수가 감소하고 있다. 낚시 등 헤양레포츠를 즐기는 인간이 번식지인 무인도에 상륙하여 환경을 파괴하는 것 역시 서식지 감소의 요인이다. 서식지에 인간이 투기한 쓰레기에 포식자들이 꾀이는 문제도 있다. 자망에 혼획당하기도 한다.
일본의 국가천연기념물이며, 많은 번식지가 국가조수보호구역으로 지정되어 있다.
대한민국에서는 2005년 3월 17일 천연기념물 제450호로 지정되었다.